# Campeonato de ajedrez de la Unión Soviética

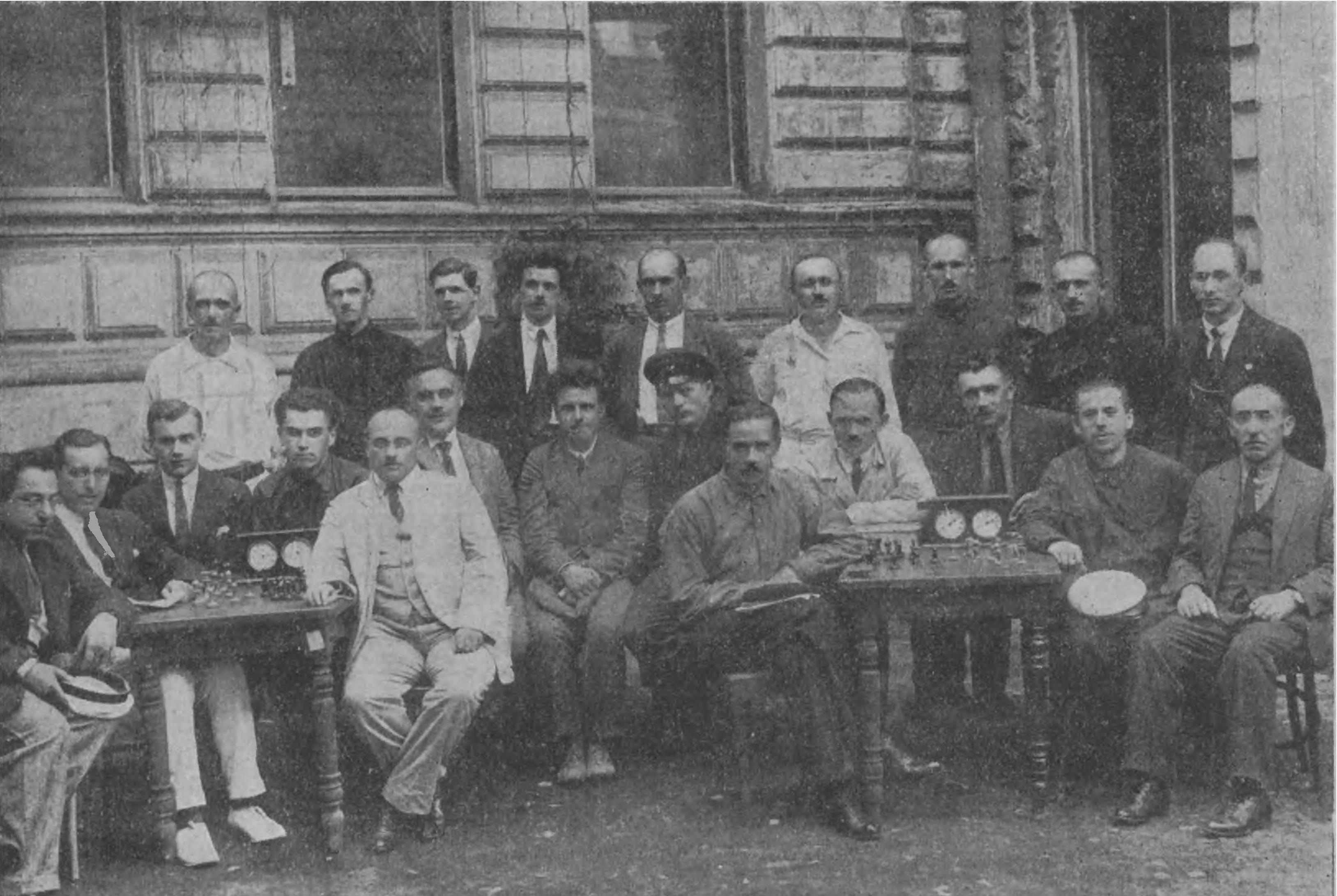
Fotografía de recuerdo, participantes del campeonato de ajedrez de la Unión Soviética.

El Campeonato de ajedrez de la Unión Soviética o Campeonato soviético de ajedrez ha sido el campeonato nacional de ajedrez más fuerte que ha existido. Ocho campeones del mundo de ajedrez y cuatro subcampeones lo han ganado en alguna ocasión. El campeonato se disputaba por el sistema de liga (todos contra todos), con excepción de sus ediciones 35.ª y 58.ª, que se disputaron mediante el sistema suizo.

## Lista de campeones de la URSS de ajedrez
- 1920 (1.º, Moscú) Alekhine, Alexander
- 1923 (2.º, Petrogrado) Romanovski, Piotr
- 1924 (3.º, Moscú) Bogoliúbov, Yefim
- 1925 (4.º, Leningrado) Bogoliúbov, Yefim
- 1927 (5.º, Moscú) Bohatyrchuk, Fedir / Romanovski, Piotr ex aequo
- 1929 (6.º, Odesa) Verlinski, Borís
- 1931 (7.º, Moscú) Botvínnik, Mijaíl
- 1933 (8.º, Leningrado) Botvínnik, Mijaíl
- 1934 (9.º, Leningrado) Levenfish, Grigori / Rabínovich, Iliá ex aequo
- 1937 (10.º, Tiflis) Levenfish, Grigori
- 1939 (11.º, Leningrado) Botvínnik, Mijaíl
- 1940 (12.º, Moscú) Liliental, Andréi / Bondarevski, Ígor ex aequo
- 1944 (13.º, Moscú) Botvínnik, Mijaíl
- 1945 (14.º, Moscú) Botvínnik, Mijaíl
- 1947 (15.º, Leningrado) Keres, Paul
- 1948 (16.º, Moscú) Bronstein, David / Kótov, Aleksandr ex aequo
- 1949 (17.º, Moscú) Bronstein, David / Smyslov, Vasili ex aequo
- 1950 (18.º, Moscú) Keres, Paul
- 1951 (19.º, Moscú) Keres, Paul
- 1952 (20.º, Moscú) Botvínnik, Mijaíl
- 1953 (21.º, Kiev) Averbaj, Yuri
- 1955 (22.º, Moscú) Géler, Yefim
- 1956 (23.º, Leningrado) Taimánov, Mark
- 1957 (24.º, Moscú) Tal, Mijaíl
- 1958 (25.º, Riga) Tal, Mijaíl
- 1959 (26.º, Tiflis) Petrosián, Tigrán
- 1960 (27.º, Leningrado) Korchnói, Víktor
- 1961 (29.º, Bakú) Spaski, Borís
- 1961 (28.º, Moscú) Petrosián, Tigrán
- 1962 (30.º, Ereván) Korchnói, Víktor
- 1963 (31.º, Leningrado) Stein, Leonid
- 1964/1965 (32.º, Kiev) Korchnói, Víktor
- 1965 (33.º, Tallin) Stein, Leonid
- 1966 (34.º, Tiflis) Stein, Leonid
- 1967 (35.º, Járkov) Polugayevsky, Lev / Tal, Mijaíl ex aequo
- 1968/1969 (36.º, Alma Ata) Polugayevski, Lev
- 1969 (37.º, Moscú) Petrosián, Tigrán
- 1970 (38.º, Riga) Korchnói, Víktor
- 1971 (39.º, Leningrado) Savon, Vladímir
- 1972 (40.º, Bakú) Tal, Mijaíl
- 1973 (41.º, Moscú) Spaski, Borís
- 1974 (42.º, Leningrado) Beliavski, Aleksandr / Tal, Mijaíl ex aequo
- 1975 (43.º, Ereván) Petrosián, Tigrán
- 1976 (44.º, Moscú) Kárpov, Anatoli
- 1977 (45.º, Leningrado) Gulko, Borís / Dorfman, Iósif ex aequo
- 1978 (46.º, Tiflis) Tal, Mijaíl / Tseshkovski, Vitali ex aequo
- 1979 (47.º, Minsk) Géler, Yefim
- 1980 (48.º, Vilna) Psakhis, Lev / Beliavski, Aleksandr ex aequo
- 1981 (49.º, Frunze) Psakhis, Lev / Kaspárov, Gari ex aequo
- 1983 (50.º, Moscú) Kárpov, Anatoli
- 1984 (51.º, Leópolis) Sokolov, Andréi
- 1985 (52.º, Riga) Gávrikov, Víktor / Gurévich, Mijaíl / Chernín, Aleksandr ex aequo
- 1986 (53.º, Kiev) Tseshkovski, Vitali
- 1987 (54.º, Minsk) Beliavski, Aleksandr
- 1988 (55.º, Moscú) Kárpov, Anatoli / Kaspárov, Gari ex aequo
- 1989 (56.º, Odesa) Vaganián, Rafael
- 1990 (57.º, Leningrado) Beliavski, Aleksandr / Yudasin, Leonid / Baréyev, Yevgueni / Vyzmanavin, Alekséi ex aequo
- 1991 (58.º, Moscú) Minasián, Artashés

Mayor número de victorias:
- 6 títulos: Mijaíl Botvínnik, Mijaíl Tal
- 4 títulos: Tigrán Petrosián, Víktor Korchnói, Aleksandr Beliavski
- 3 títulos: Paul Keres, Leonid Stein, Lev Polugayevski, Anatoli Kárpov